# 桂千穂
桂 千穂（かつら ちほ、1929年8月27日 - 2020年8月13日）、日本の脚本家、小説家、翻訳家、映画評論家。男性。岐阜県出身。別名義に宇治 英三、リチャード・ピータース。本名は島内 三秀である。

## 生涯
父は高知県出身の陸軍将校。読書家だった母の影響と病弱だったことから、読書に耽る少年時代を送った。1943年（昭和18年）、志願して名古屋陸軍幼年学校に入学し、ここで終戦を迎える。退校直前に幼年学校の映画会で古川緑波主演の喜劇を観て、映画の魅力に取り憑かれた。
1954年（昭和29年）、早稲田大学文学部卒業。1955年（昭和30年）にTBSに入社。編成局連絡課に配属されるが、激務のために高校時代に患った結核が悪化して6ヶ月で退社。以後、闘病生活など5年間のブランクを送る。
1960年（昭和35年）、シナリオ作家協会が主宰するシナリオ研究所（現在のシナリオ講座）に入所。修了後は國弘威雄主宰の同人誌『おりじなる』でシナリオ作家修業をつづけた。講師だった井手俊郎と出会う。また、シナリオ講座で同じクラスだった大伴昌司、と出会い、紀田順一郎を加えた3人で日本最古のミステリ愛好家同好会 SR（シールド・ルーム）の会 の東京支部を設立し、同人誌「ホラー」を発行した。また、1961年、『SFマガジン』の第1回空想科学小説コンテスト（ハヤカワ・SFコンテストの前身）で奨励賞を受賞する。
白坂依志夫に師事し、『盲獣』（1969年）では、白坂の指導を受けてシナリオの一部分を執筆している（クレジット記載はなし）。またシナリオコンクールへの応募を通して寺山修司にも師事するようになり、演劇実験室・天井桟敷の『新宿千一夜物語（新宿アラビアンナイト）』（1969年）では原案を手掛け、『書を捨てよ町へ出よう』（1971年）には俳優として出演した。
1966年（昭和41年）、TBSテレビの『愛妻くん』で、本名の島内 三秀名義で テレビ番組の脚本を書き始め、『黄金バット』も手掛ける。
演劇の脚本などを手掛けるが、なかなか思い通りの脚本を書けない不満を抱くようになる。シナリオ作家として全然芽が出ないことに焦りを感じた桂は、本人いわく「やけっぱちに」なって、シナリオ作家協会が主宰する1971年（昭和46年）の第21回新人シナリオコンクールに『血と薔薇は暗闇のうた』を応募し、入選を果たした。この脚本は真っ黒な原稿用紙に白インクで書かれ、桂千穂という女性名義で、知人の女性の写真と「昭和22年（1947年）釧路市出身の24歳（応募当時の年齢）。聖霊女子学園大学卒業、敬愛する三島由紀夫さんに読んでもらいたくてこのシナリオを書いたが、（前年の1970年に三島が割腹自殺をとげたため）読んでいただけないのが残念」というデタラメのプロフィールを添えて応募されたものだった。入選後に経歴と性別の詐称が発覚して騒動となるが、シナリオ作家協会所属の八木保太郎や、八住利雄、橋本忍などのベテランライターが擁護して収束する。脚本家としての実力も認められて、翌1972年（昭和47年）に西村潔監督のアクション映画『薔薇の標的』で「桂千穂」として白坂との共同脚本を経て、同年の『白鳥の歌なんか聞こえない』で単独の脚本家デビューを果たした。以後、1970年代から1980年代にかけて、日活ロマンポルノを中心に、東映のアクション映画や大作映画、角川春樹事務所時代の角川映画など多様なジャンルの脚本を書く。
1981年（昭和56年）、主演：千葉真一・監督：鷹森立一の『冒険者カミカゼ -ADVENTURER KAMIKAZE-』以降は、『不良番長』シリーズの監督である内藤誠との共同脚本が多数を占めるようになった。内藤監督作品『俗物図鑑』で筒井康隆と知己になり、『スタア』の脚本や未映像化の『大魔神』の脚本にも関わっている。
ロマンポルノでは過激な作品を手掛け、日活社内で「変態脚本家」と呼ばれることもあったが、一方では、『HOUSE ハウス』（1977年）から新・尾道三部作に至る大林宣彦監督作品の脚本も執筆している。大林もまた『ハウス』で脚本を依頼するまで桂を女性だと思っていた一人であり、桂がキネマ旬報の座談会（掲載号不明）に出席して写真が誌面に掲載されたのを見て「女性だと、趣味も同じだし、仕事を頼みにくいが、男なら一緒に仕事をしても大丈夫だと思った」と初対面の時に桂に語ったという。
脚本のかたわら、ホラーや吸血鬼、ポルノなど得意の分野を小説にしている。また、SRの会時代から紀田順一郎と海外の恐怖小説やミステリを翻訳する活動を行っており、1997年（平成9年）に国書刊行会から刊行されたブラム・ストーカーの著書『ドラキュラの客』まで、映画関係やホラーなど多数の訳書を出した。映画の現場に携わる一方で、映画関係者へのインタビューや日本映画史に関する著書も多数執筆している。またシナリオ作家協会シナリオ講座の学長をつとめ、後進の指導にあたっていた。
2020年8月13日、老衰のために死去した（90歳没）。

## 脚本
☆はペンネームが別名義。※は共同脚本。
- 愛妻くん（1966年、TBS）- ☆本名の島内 三秀名義
- 黄金バット（1967年、ytv）- ☆本名の島内 三秀名義
- 薔薇の標的（1972年、東京映画）※
- 白鳥の歌なんか聞こえない（1972年、東宝
- 影の爪（1972年、松竹）※
- 熟れすぎた乳房 人妻（1973年、日活）
- 女高生 肉体暴力（1973年、日活）
- 大江戸性盗伝 女斬り（1973年、日活）
- 性豪列伝 夜の牝馬ならし（1973年、日活）
- SEXハイウェイ 女の駐車場（1974年、日活）
- 薔薇と鞭（1975年、日活）
- (秘)海女レポート 淫絶（1975年、日活）
- 看護婦(秘)カルテ 白い制服の悶え（1975年、日活）
- 団地妻 肉体金融（1976年、日活）※
- 淫絶未亡人（1976年、日活）※
- 暴行切り裂きジャック（1976年、日活）
- 色情妻 肉の誘惑（1976年、日活）
- レイプ25時 暴姦（1977年、日活）※
- ホテル強制わいせつ事件 犯して!!（1977年、日活）
- むれむれ女子大生（1977年、日活）※
- HOUSE ハウス（1977年、東宝映像）
- (秘)ハネムーン 暴行列車（1977年、日活）※
- 修道女ルシア 辱(けが)す（1978年、日活）
- 女王蜂（1978年、東宝）
- ザ・コールガール 情痴の檻（1978年、日活）
- 教師 女鹿（1978年、日活）
- 黒薔薇夫人（1978年、日活）
- 金曜日の寝室（1978年、日活）※
- 宇能鴻一郎の看護婦寮（1978年、日活）
- おんな刑務所（1978年、日活）
- 暴(や)る!（1978年、日活）※
- 透明人間 犯せ!（1978年、日活）
- 昼下りの女 挑発!!（1979年、にっかつ）
- 希望ヶ丘夫婦戦争（1979年、にっかつ）
- ズームアップ 暴行現場（1979年、にっかつ）
- 愛欲の標的（1978年、にっかつ）
- ズームイン 暴行団地（1980年、にっかつ）
- 薔薇の標的（1980年、東映セントラルフィルム）※
- 団鬼六 薔薇地獄（1980年、にっかつ）
- 百恵の唇 愛獣（1980年、にっかつ）
- ズームアップ ビニール本の女（1981年、にっかつ）
- 愛獣 悪の華（1981年、にっかつ）
- シリウスの伝説（1981年、サンリオ）
- 蔵の中（1981年、角川春樹事務所）
- 冒険者カミカゼ -ADVENTURER KAMIKAZE-（1981年、東映）※
- セクシー・ぷりん 癖になりそう（1981年、にっかつ）※
- 宇能鴻一郎の人妻いじめ（1982年、にっかつ）※
- 鏡の中の悦楽（1982年、にっかつ）
- 団鬼六 蒼いおんな（1982年、にっかつ）
- あんねの子守唄（1982年、にっかつ）※
- 俗物図鑑（1982年、STUDIO200）※
- 雪華葬刺し（1982年、大映）※
- 縄と乳房（1983年、にっかつ）☆宇治 英三名義
- 火照る姫（1983年、にっかつ）
- 襲われる女教師（1983年、にっかつ）
- 宇能鴻一郎の姉妹理容室（1983年、にっかつ））※
- 幻魔大戦（1983年、角川春樹事務所）※
- 女帝（1983年、ヴァンフィル）※
- アイコ十六歳（1983年、アミューズ・シネマ・シティ）※
- 唐獅子株式会社（1983年、東映）※
- 女猫（1983年、にっかつ）※
- 廃市（1984年、PSC、新日本制作、ATG）※
- 少年ケニヤ（1984年、角川春樹事務所、東映動画）※
- 丸茂ジュンの痴女日記（1984年、にっかつ）
- 姉日記（1984年、にっかつ）
- みんなあげちゃう♡（1985年、にっかつ、クレジット未記載）[27]
- 俺たちの行進曲（1985年、田中プロダクション）※
- 花と蛇 地獄篇（1985年、にっかつ）
- 女銀行員 暴行オフィス（1985年、にっかつ）
- オーガズム・真理子（1985年、にっかつ）
- スタア（1986年、筒井康隆大一座、プルミエ・インターナショナル）※
- 芦屋令嬢 いけにえ（1986年、にっかつ）
- 春らんまん結婚記（1987年、東映教育映像部）
- 冴島奈緒 アクメ記念日（1988年、にっかつ）※
- 菩提樹 リンデンバウム（1988年、東映、エス・ワンカンパニー）※
- ふたり（1991年、ギャラック・エス・シー、NHKエンタープライズ）
- 福沢諭吉（1991年、東映）※
- エミリーがやってきた Emily come to Japan（1995年、東映教育映像部）※
- あした（1995年、アミューズ、ピー・エス・シー、イマジカ、プライド・ワン）
- 樹の上の草魚（1997年、ワイズ出版、M.M.I）
- 時をかける少女（1997年、角川春樹事務所）※
- 花筐/HANAGATAMI（2017年、唐津映画製作推進委員会/（株）PSC）※

## 著書
☆はリチャード・ピーターズ名義。

### 単著
- 女教師のめざめ（1980年、フランス書院）☆
- 女教師のめざめ（1982年、フランス書院スペシャル) ☆
- 插入る!（1982年、フランス書院オリジナル）
- 私立女子高教師（1986年、フランス書院文庫）
- 血と薔薇は暗闇のうた 長編ホラー・サスペンス小説（1987年、奇想天外ノベルス）
- 黒い下着の女医（1988年、フランス書院文庫）
- スチュワーデス・肛虐飛行（1989年、フランス書院文庫）
- 看護婦静香・二十歳（1991年、フランス書院文庫）
- 白い少女（1995年、角川ホラー文庫）
- 多重映画脚本家桂千穂（2005年、ワイズ出版）※北里宇一郎、北川れい子 編
- カルトムービー 本当に面白い日本映画1945⇒1980（2014年、メディアックス）
- カルトムービー 本当に面白い日本映画1981⇒2013（2014年、メディアックス）
- カルトムービー 本当に恐ろしいホラー映画1945⇒2013（2014年、メディアックス）
- 新東宝は"映画の宝庫"だった 1947-1961（2015年、メディアックス）
- エンタ・ムービー 本当に驚いたSF映画1945⇒2014（2015年、メディアックス）
- エンタ・ムービーラスト3分にシビレた映画1945⇒2016（2017年、メディアックス）
- 桂千穂のシナリオはイタダキで書け! 「ふたり」「廃市」「幻魔大戦」の脚本家（2017年、メディアックス）

### 共編著
- 実感的シナリオ講座（1986年、風媒社）※内藤誠、如月小春共著
- スクリプター 女たちの映画史（1994年、日本テレビ放送網）- 聞き書き
- にっぽん脚本家クロニクル（1996年、ワールドマガジン社）- 編・著
- 松本清張映像作品サスペンスと感動の秘密 映画の創り手たちが語る松本清張映画化作品の全て（2014年、メディアックス）- 編集部共著
- 真の栄冠はこの映画に 1945→2016 外国映画篇（2016年、メディアックス）※掛札昌裕共著

### 翻訳
- 妖怪博士ジョン・サイレンス（A.ブラックウッド、1976年、国書刊行会）※紀田順一郎共訳
- ドラキュラの客（ブラム・ストーカー、1976年、国書刊行会）
- 狼男卿の秘密（イーデン・フィルポッツ、1976年、国書刊行会）
- 背徳牧師 Deep Crotch Mother by Curt Aldrich[28]（カート・アルドリッチ、1978年、フランス書院）
- 媚薬（バリー・リンダー、1980年、フランス書院）
- 女高校教師（ノーマ・イーガン、1980年、フランス書院ノベルズ）
- 伯父vs.姪（ノーマ・イーガン、1981年、フランス書院ノベルズ）
- 媚薬に狂う（バリー・リンダー、1982年、フランス書院ノベルズ）
- 襲われる女教師（ノーマ・イーガン、1986年、フランス書院文庫）
- 昨夜星光 香港映画を彩るヒロインとヒーローたち 1940'S-1970'S（邱良,余慕雲編著、1996年、ワイズ出版）※キャビー・ダン共編訳

### 原作
- 先生、エッチね!（1988年、フランス書院コミック文庫）※ふらんそーわ著
- スチュワーデス加奈子のひみつ（1990年、フランス書院コミック文庫）※土屋慎吾著

## 出演
- 書を捨てよ町へ出よう（1971年、人力飛行機プロ、日本ATG）
- 鍵（1983年、スティック・インターナショナル、若松プロダクション）